# Протекционизам
Протекционизмом (лат. protegere = заштита) се означавају економске мере, којима једна држава покушава ограничити пласирање страних производа на домаћем тржишту. Те мјере се налазе у домену стратешке трговинске политике и њихов циљ је по правилу, побољшавање пласмана домаћих продуката, унапређење и побољшавање развоја појединих привредних грана као и привреде у цјелини. Такве мјере стратешке трговинске политике помажу развој појединих земаља у развоју у толикој мјери, да су неке од њих већ прерасле у индустријске велесиле (нпр. Кина).
Противници протекционизма аргументују тиме, да сваки протекционизам изазива и реципрочне мјере потенцијалних трговинских партнера и да је на крају ипак домаћа привреда највише погођена таквим мјерама. Они захтијевају глобалну и слободну трговину и заговарају препуштање употребе свих економских инструмената самом тржишту.
Посебну форму протекционизма представљају културни протекционизам као и протекционизам у спорту. Таквим мјерама се штите поједине државе или региони од културних утицаја из иностранства односно, штите домаће тржиште спортиста. У том контексту су позната ранија ограничења броја страних играча у клубовима неких западноевропских земаља.